# Stylops krygeri
Stylops krygeri  (лат.) — вид веерокрылых насекомых рода Stylops из семейства Stylopidae. Европа: Дания.
Паразиты пчёл вида Andrena vaga Panzer (Andrena, Andrenidae).
Вид был впервые описан в 1918 году американским энтомологом Уильямом Дуайтом Пирсом (William Dwight Pierce).
В одной из новых работ по роду Stylops  в ходе анализа ДНК авторами (Straka et al., 2015) рассматривается в качестве предположительного синонима вида ?=Stylops ater Reichert, 1914 (что на 2018 год не подтверждено соответствующими профильными базами данных, например, Eol.org и Strepsiptera database).